# Canton d'Una-Sana
Una-Sana est un canton de la fédération de Bosnie-et-Herzégovine ayant Bihać comme ville principale.
Le nom du canton provient des rivières Una et Sana. 

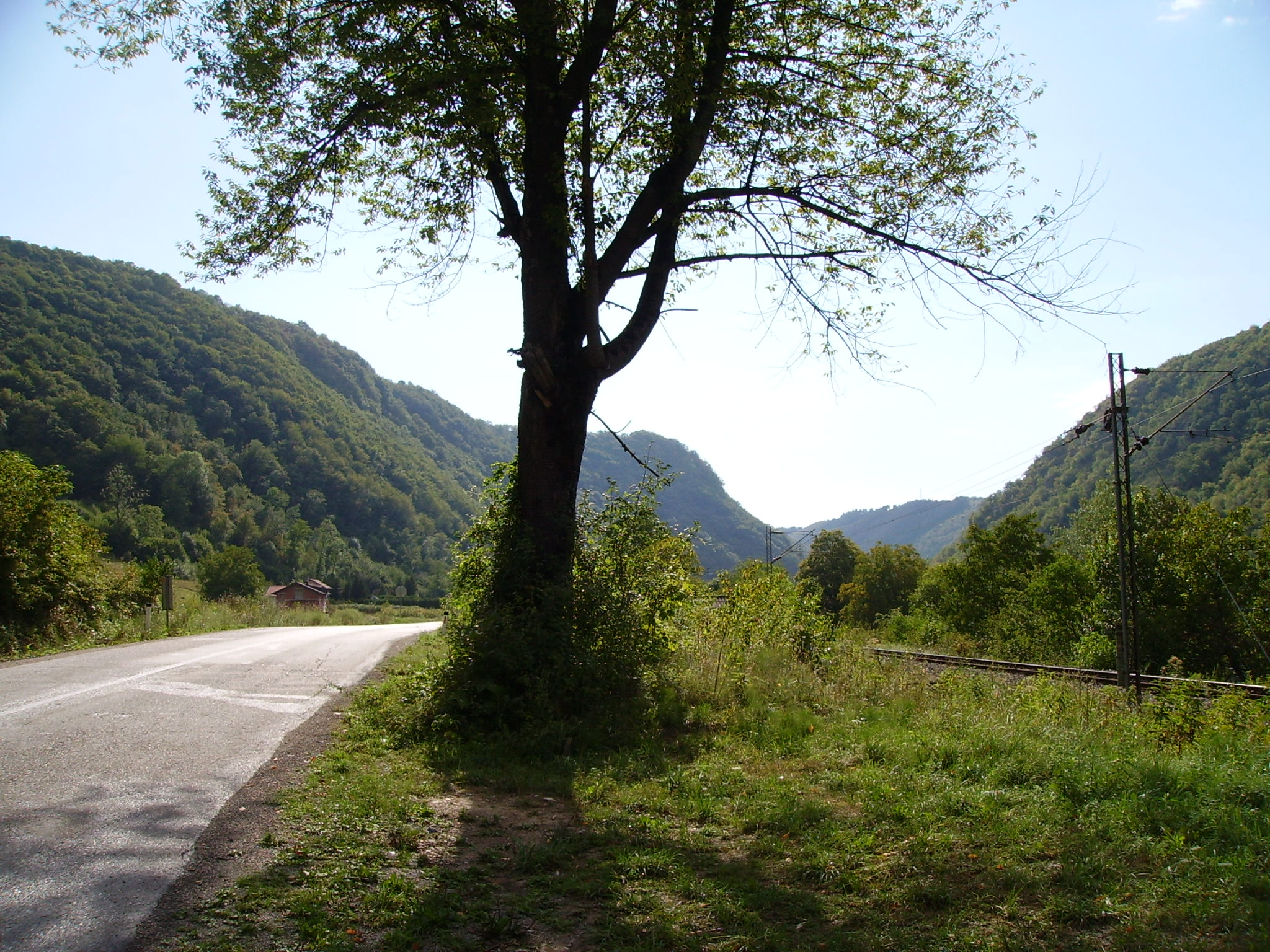
Vallée de la rivière Una entre Bosanska Krupa et Ostrožac, Bosnie occidentale

## Municipalités
Il comprend les municipalités de Bihać, Bosanska Krupa, Bosanski Petrovac, Bužim, Cazin, Ključ, Sanski Most et Velika Kladuša.